# Sandy Nelson
Sander L. "Sandy" Nelson, född 1 december 1938 i Santa Monica i Kalifornien, död 14 februari 2022 i Boulder City, Nevada, var en amerikansk trumslagare. Under 1960-talets första år hade han ett antal instrumentala hitsinglar i USA och Europa och han släppte ett trettiotal musikalbum.
Nelson spelade först med ett band som hette Renegades, men som inte blev kommersiellt framgångsrika. 1958 spelade han trummor på The Teddy Bears "To Know Him Is to Love Him" innan han 1959 fick sin första stora hitsingel med låten "Teen Beat". Den tog sig in bland de tio bäst säljande singlarna både i USA och Storbritannien. 1960 spelade han trummor på Billboard-ettan "Alley Oop" av The Hollywood Argyles. 1961 fick han ytterligare en stor framgång med "Let There Be Drums". Han fortsatte i samma stil men de efterföljande låtarna "Drums Are My Beat", och "Drummin' Up a Storm" (båda 1962) blev mindre framgångar. 1963 var Nelson med om en svår motorcykelolycka och tvingades amputera sin ena fot, men han fortsatte som musiker fram till 1970-talet.